# Museo Brandhorst

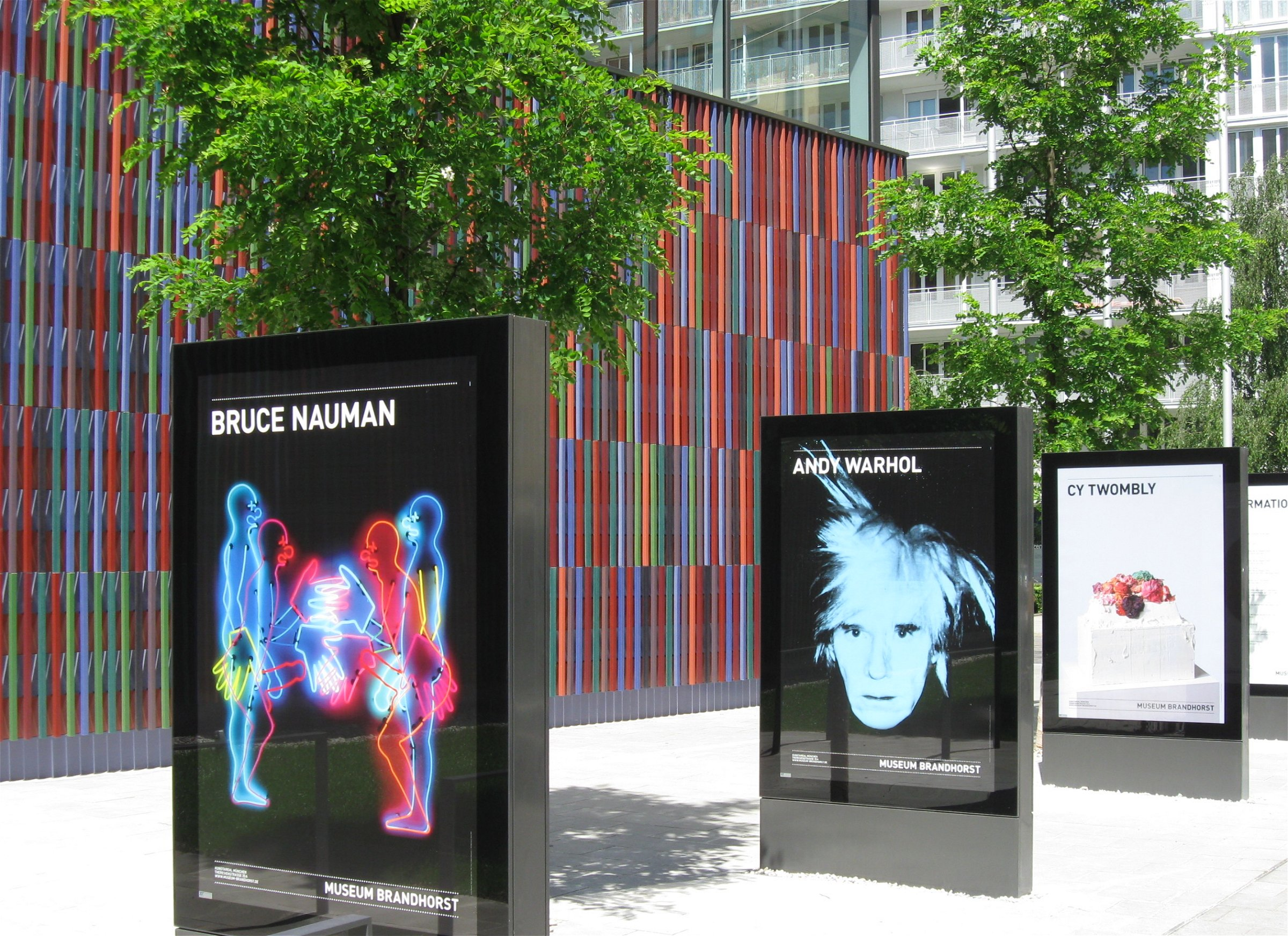
Brandhorstmuseum cartelli pubblicitari

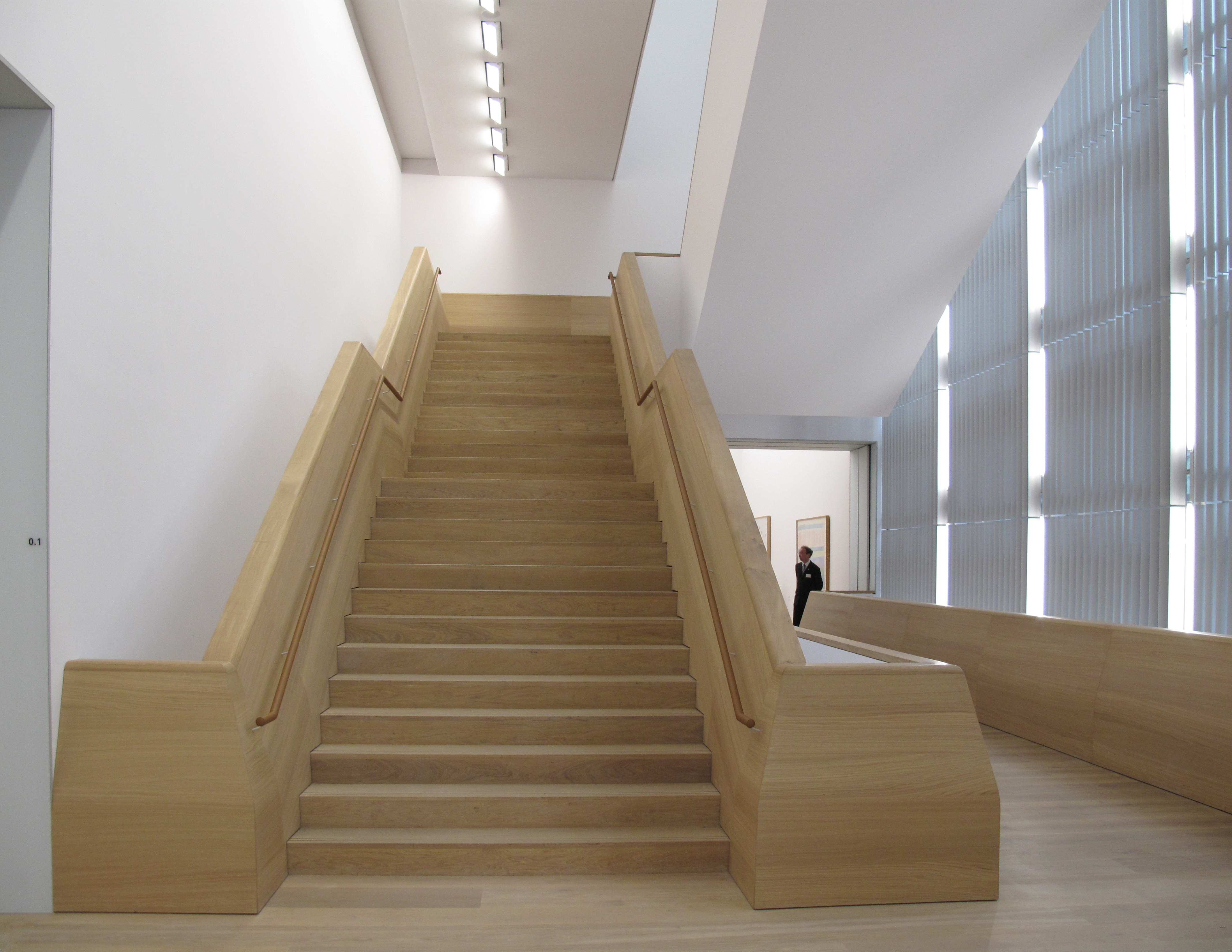
Scalinata d'accesso

Il museo Brandhorst è situato nel quartiere Maxvorstadt a Monaco di Baviera. Fa parte dei grandi musei del Kunstareal (zona musei) di cui fanno parte anche la Pinacoteca Vecchia, la Pinacoteca Nuova, la Pinacoteca dell'Arte Moderna e Museo Egizio di Monaco di Baviera. Il museo fu inaugurato il 18 maggio 2009 e ospita la raccolta di arte moderna e contemporanea dei coniugi Brandhorst. Il direttore del museo è Armin Zweite.

## L'edificio
Fu realizzato dallo studio di architettura Sauerbruch-Hutton ed ha una superficie espositiva di 3.200 m² su di un totale di 5.000 m², suddiviso su tre piani. La facciata eccentricamente colorata, è stata dipinta in 23 colori diversi. 36.000 mattonelle di ceramica cotta posizionate in senso verticale formano il rivestimento esterno del museo. Da ogni angolatura si creano effetti cromatici diversi.

## Opere esposte
La collezione comprende una raccolta di più di 700 opere, privilegiando l'arte che va dal 1945 in avanti. Nel museo Brandhorst vengono esposte in maniera particolare le opere dei seguenti artisti:
- Andy Warhol: Self-Portrait; Eggs; Knives; Marilyn; Natalie Wood
- Joseph Beuys
- Cy Twombly: Bacchus; Summer Madness; Lepanto; Roses; Untitled 2007
- Damien Hirst: Waste
- Sigmar Polke: Die drei Lügen der Malerei; Freiheit, Gleichheit …
- John Chamberlain: Lord Suckfist
- Bruce Nauman: 2 Heads on Base; Mean Clown welcome
- Eric Fischl: Livingroom Nr. 3; Japanese Bath
- Mario Merz
- Jannis Kounellis
- Gerhard Richter
- Georg Baselitz
- Jean-Michel Basquiat
- Rober Gober
- Mike Kelley

L'artista al quale è stato dato maggior rilievo è Twombly. A lui è dedicato un intero piano del museo. Una sala è stata concepita dall'architetto in funzione dell'esposizione dei 12 quadri di grande formato di Twombly con il titolo di battaglia di Lepanto.